# Brouwerij Eutropius
Brouwerij Eutropius is een Belgische microbrouwerij in Menen in de provincie West-Vlaanderen die vandaag actief is onder de handelsnaam BCB. 

## Geschiedenis[1]
Brouwerij Eutropius werd opgericht in juni 2011 in de oude gebouwen van brouwerij Alvinne te Heule. De installatie werd gedeeltelijk overgenomen en tot mei 2016 werd op dezelfde installatie verder gebrouwen. In mei 2014 werd de brouwerij overgenomen door de eigen brouwmeester waarna de huisstijl werd gemoderniseerd. Ook het gamma werd hierbij aangepast. 
De vroegere brouwer staat nog steeds aan de roerstok. De brouwzaal te Heule heeft een maximale capaciteit van 500 liter per brouwsel en kan maximaal 2 brouwsels per dag verwerken.
In mei 2016 werd de installatie te Heule opnieuw doorverkocht, wederom aan een startende brouwerij, brouwerij De Feniks, onder leiding van Gino Vantieghem (ex Liefmans) en opgericht in juni 2016. Brouwerij Eutropius verhuisde haar activiteiten naar Menen.
Brouwerij Eutropius brouwt vooral voor derden: brouwerijen, bierfirma's, verenigingen, particulieren,... Ongeveer 95% van de totale omzet wordt op deze manier 'onder contract' gebrouwen.
In mei 2023 werd het gebruik van de naam 'Brouwerij Eutropius' stopgezet en gewijzigd naar BCB, wat de activiteit van de brouwerij als contractbrouwerij extra in de verf zet. 

## Bieren onder eigen merk
- First Angel, blond, 8,5%
- Winterse Heerlijkheid, blond, 8%
- Stout Bruintje, bruin, 6,5%
- Vinkenier, blond, 10,8%
- Remembrance '14-'18, blond 9%
- Oscar, blond 6,6%
- Stafke, blond 7%

## Bieren gebrouwen voor derden
- Gerard Blond, blond, 8%, in opdracht van "Heule Rondt"
- Gerard Bruin, bruin, 8%, in opdracht van "Heule Rondt"
- Gold, blond, 6,5%, in opdracht van "Gold swimming team"
- De Negentiene, blond, 7%, in opdracht van "Supportersclub Quicky"
- Moorseelnaerke, blond, 7%, in opdracht van de "werkgroep kasteelfeesten Moorsele"
- Baardman, blond, 6,5%, in opdracht van "herenkapper & barbier Haartiest"